# Gábor György (zalai alispán)
Gábor György (másképp szalapatakai Nagy György) (fl. 1687–1715), Zala vármegye alispánja, országgyűlési követe, földbirtokos.

## Élete
A római katolikus nemesi származású szalapatakai Nagy család eredetileg a Gábor alias Nagy családnevet viselte; nemesi előnévként a salomvári plébániához tartozó Szalapataka nevű település után viselte. Unokaöccsei, szalapatakai Nagy Mihály (1706–1756) királyi tanácsos, Zala vármegye alispánja, országgyűlési követe, földbirtokos, akinek a felesége barkóci Rosty Katalin, szalapatakai Nagy György (†1748), helytartótanácsi ítélőmester, zalai főjegyző, földbirtokos, valamint szalapatakai Nagy Péter (1698–1763), földbirtokos voltak.
Szalapatakai Nagy György (a Gábor György név alatt), Zala vármegye alispánja, országgyűlési követe, földbirtokos felemelte a családot az ismeretlenségből: 1687. március 3-án zalamegyei alszolgabíróként, majd 1690. szeptember 19. és 1696. március 26. között zalai szolgabíróként tevékenykedett. A nemesek lakta település legnagyobb birtokosa a már zalalövői földbirtokosként is ismert Gábor György, Zala megye egyik szolgabírája volt. Az egy egész kúriát birtokló Gábor család két generációval korábban még csak Zalapataka legtehetősebb taxalistája, ekkorra már a környék egyik meghatározó birtokosa lett zalalövői Csapody Katalinnal való házassága után. A török korszak végén Zalalövő környékén, a Zala folyón túl, Csütörtökhely, Keresztúr, Györkefa, Bödörfa, Pacsa, Jánosfa, Szentpéter, Irsa (Gyerssa), Tompa, Gyertyánág, Apáti, Keményfa, Ákosfa, Mártonfa megműveletlenül hagyott (inculti) falvakká lettek, melyeknek nagyobbrészt Vizy Mihály és Ferenc, szalapatakai Nagy avagy Gábor György és László János voltak a zálogbirtokosai (ők jelentették Lövő és Salomvár környéke meghatározó birtokosait a XVII/XVIII. század fordulóján). 1700. február 2-tól 1715. szeptember 20-ig Zala vármegye alispánja volt. Gábor György 1712. március 7.-e és 1712. augusztus 2.-a, és 1714. augusztus 11.-e és 1715. június 15.-e között Zala vármegye országgyűlési követe is volt.
1710-ben Gábor György és második neje zalalövői Csapody Katalin a pestisből való megszabadulás emlékére a Jáki templomban ajánlották fel egy fogadalmi képet, amelyen a bal és jobb alsó sarokban levő kis figurák őket ábrázolták. 1714. május 2-án a Kerka folyó melletti Kutas nevű birtokon megjelent szalapatakai Nagy György alias Gábor György, Zala vármegye másodalispánja, és neje zalalövői Csapody Katalin, valamint barkóci Rosty László (fl. 1710–1730), vasi főszolgabíró, földbirtokos, és neje a zalalövői Csapody családból való zalalövői Csapody Mária (fl. 1710–1714), és Csapody Ferenc (1689–1762), akik pert indítottak özvegy gróf Batthyány Ádámné gróf Strattmann Eleonóra ellen, mivel a grófnő officialisa és a körmendi uradalmának jószágkormányzója, Kiss Szabó alias Osterics Pál, 1711-ben a főnemesasszony összes jobbágyával hatalmaskodott ezen a Csapody-féle földbirtokon és több értéket hordtak át Edericsbe szalapatakai Nagy Györgynek és barkóci Rosty Lászlónak és feleségeinek (akik leánytestvérek) nagy károkat okozva.
Gábor György alispán, megyei követ, az egészségi állapota miatt nem tudott megjelenni az országgyűlésen, és ezért az 1715. január 25-én Zalaegerszegen zajlott megyei részgyűlésen a vármegye közönsége követté választotta Inkey János légrádi kapitányt helyette. 1715. május 5-én Gábor György még megjelent a megyei közgyűlésen de egészségi állapota romlott tovább és röviden ezután meghalt; 1715. szeptember 20-ai megye gyűlésen a vármegye közönsége a következőképpen határozott: levelet kell írni a főispán úrnak, hogy a következő tisztújító székig Inkey Jánost állítsa alispánná a meghalt Gábor György helyére.

## Házasságai és leszármazottjai
Gábor György első felesége bellaji Bellavics Judit, aki Bellavics Gábor és lengyeltóthi Lengyel Katalinnak a lánya volt; az első házasságából nem maradt meg utóda. Első házastársa halála után Gábor György alispán feleségül vette a második hitvesét, a nemesi zalalövői Csapody családnak a sarját, Csapody Katalin (fl. 1710–1731) kisasszonyt, akinek a szülei zalalövői Csapody István (†1703), zalalövői várkapitány, földbirtokos és osztopáni Perneszy Zsófia (fl. 1651–1702) voltak. Csapody Istvánné osztopáni Perneszy Zsófia szülei osztopáni Perneszy István (fl. 1647–1663) (†1663), a zalalövői vár főkapitánya, földbirtokos és nyéki Rauch Zsuzsanna voltak. Felesége révén Gábor György sógorai zalalövői Csapody Ferenc (1689–1762), Vas vármegye szolgabírája, a nagyszombati kerületi tábla ülnöke, földbirtokos, valamint, barkóci Rosty László (fl. 1710–1730), Vas vármegye főszolgabírája, földbirtokos, akinek a neje zalalövői Csapody Mária (fl. 1710–1714) volt. Szalapatakai Nagy György másképp Gábor György zalai alispánnak két fia született zalalövői Csapody Katalintól: 
- szalapatakai Nagy János (1704–Ádánd, 1759. március 12.), zalai alispán, földbirtokos. Felesége: nemes Hartwig Róza (†Ádánd, 1784. május 19.).
- szalapatakai Nagy József, földbirtokos. Felesége: kishevenesi Hevenessy Erzsébet. Szalapatakai Nagy József és Hevenessy Erzsébet frigyéből csak egy lánya érte el a felnőttkort: szalapatakai Nagy Erzsébet (1734–1774),[10] akinek az első férje barkóci Rosty Antal (1714–1756) huszárkapitány, a második férje, balásfalvi Orosz Pál altábornagy.